# 카멘스크샤흐틴스키

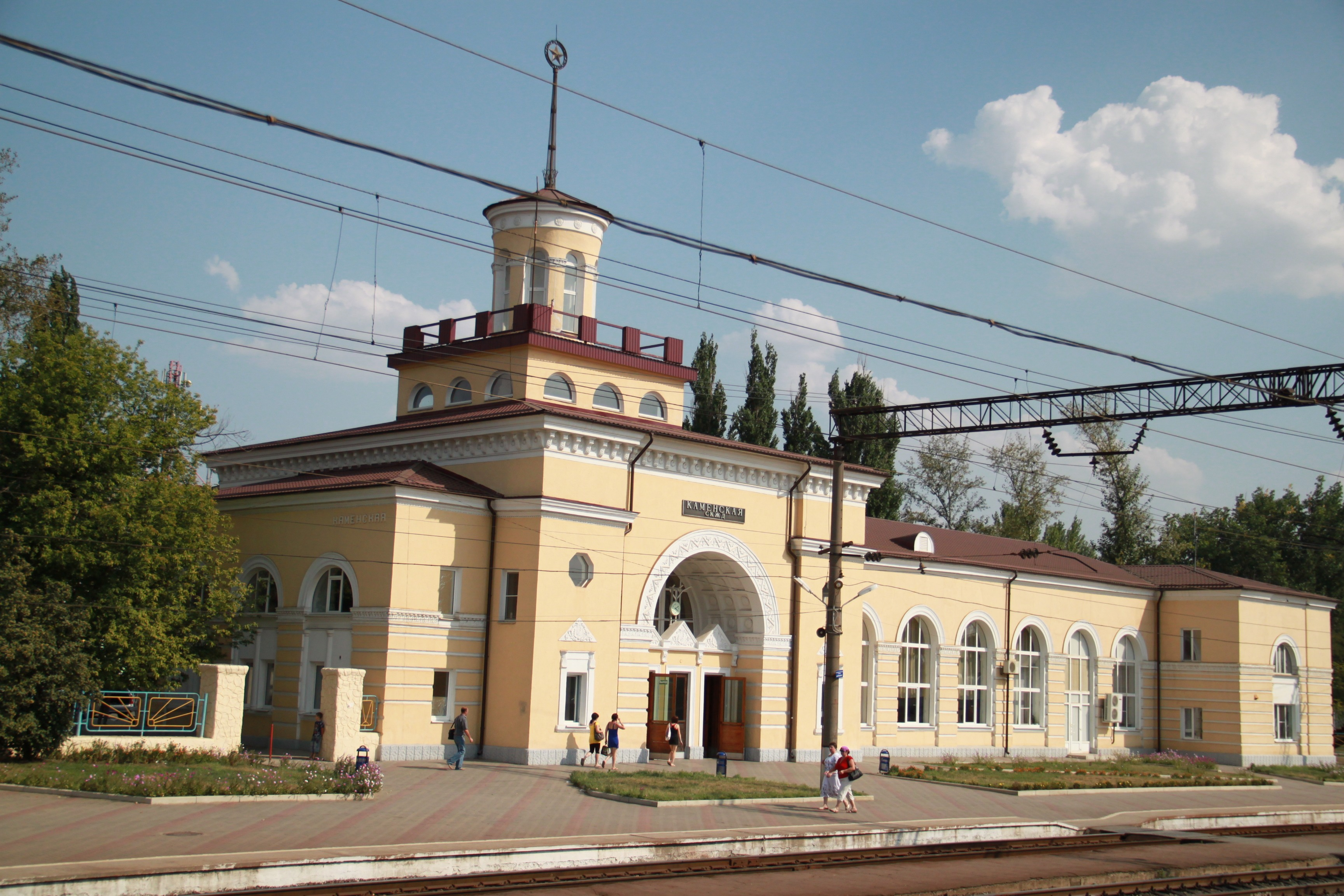

카멘스크샤흐틴스키(러시아어: Ка́менск-Ша́хтинский)는 로스토프 주에 위치한 도시이다. 러시아남서부의 도네츠강에 접해 있다. 1686년에 코사크인들이 이곳을 개척한 이후, 1927년에는 도시로 등록되었다. 2002년의 인구는 7만5,632명이다.